# Fülöp-szigeteki férfi jégkorong-válogatott
A Fülöp-szigeteki férfi jégkorong-válogatott a Fülöp-szigetek nemzeti csapata, amelyet a Fülöp-szigeteki Jégkorongszövetség (angolul: Federation of Ice Hockey League vagy Hockey Philippines) irányít. Első mérkőzésüket 2014. szeptember 13-án játszották. 2023-ben csatlakoztak a nemzetközi mezőnyhöz, amikor részt vettek a divízió IV-es világbajnokságon és a tornát megnyerve feljutottak a divízió III/B csoportba. A legjobb helyezésüket 2024-ben érték el, amikor az 50. helyen végeztek (4. hely a divízió III/B csoportban). 2025-ben az 51. helyet szerezték meg (4. hely a divízió III/B csoportban). 

## Eredmények

### Világbajnokság
- 1920–2015 – Nem tagja az IIHF-nek.
- 2016–2019 – Nem vett részt
- 2020 – Törölve a Covid19-pandémia miatt[3]
- 2021 – Törölve a Covid19-pandémia miatt[4]
- 2022 – Visszalépett a Covid19-pandémia miatt[5]
- 2023 – 52. hely (1. a Divízió IV-ben)
- 2024 – 50. hely (4. a Divízió III/B-ben)
- 2025 – 51. hely (5. a Divízió III/B-ben)